# Elvi līga 2017/18 der Männer
Die Elvi līga 2017/18 war die 25. Veranstaltung der lettischen Unihockeymeisterschaft und wurde vom 15. September 2017 bis zum 14. April 2018 ausgetragen. Im Finale konnte sich Betsafe/Ulbroka mit 7:6 nach Verlängerung gegen FBK Valmiera durchsetzen.

## Meisterschaft

### Hauptrunde
Die Hauptrunde wurde zwischen dem 15. September 2017 und dem 11. Februar 2018 ausgetragen. Die ersten acht Mannschaften qualifizierten sich für die Playoffs.

#### Tabelle
| Rg. | Team               | Sp | S  | SnV | NnV | N  | T       | TD  | P  |
| --- | ------------------ | -- | -- | --- | --- | -- | ------- | --- | -- |
| 1.  | Lielvārde/Fat Pipe | 22 | 16 | 2   | 0   | 4  | 160:107 | 53  | 52 |
| 2.  | Betsafe/Ulbroka    | 22 | 14 | 2   | 3   | 3  | 165:104 | 61  | 49 |
| 3.  | Rubene             | 22 | 12 | 2   | 2   | 6  | 148:136 | 12  | 42 |
| 4.  | Ķekava             | 22 | 12 | 0   | 3   | 7  | 157:147 | 10  | 39 |
| 5.  | FBK Valmiera       | 22 | 10 | 2   | 2   | 8  | 146:126 | 20  | 36 |
| 6.  | Lekrings           | 22 | 9  | 3   | 2   | 8  | 109:96  | 13  | 35 |
| 7.  | Talsu NSS/Krauzers | 22 | 8  | 3   | 1   | 10 | 118:104 | 14  | 31 |
| 8.  | SK Pārgauja        | 22 | 9  | 1   | 1   | 11 | 142:140 | 2   | 30 |
| 9.  | EMU SK             | 22 | 8  | 1   | 2   | 11 | 140:182 | -42 | 28 |
| 10. | Kurši/Ekovalis     | 22 | 7  | 2   | 2   | 11 | 126:158 | -32 | 27 |
| 11. | Bauska             | 22 | 7  | 1   | 2   | 12 | 131:162 | -31 | 25 |
| 12. | FK Ogres Vilki     | 22 | 0  | 1   | 0   | 21 | 107:187 | -80 | 2  |

### Playoffs
Das Playoff-Viertel- sowie Halbfinal wurden im Modus Best-of-Seven ausgetragen.

#### Viertelfinal
|                    |   |                    | Serie | 1   | 2    | 3    | 4   | 5   | 6   | 7         |
| ------------------ | - | ------------------ | ----- | --- | ---- | ---- | --- | --- | --- | --------- |
| Lielvārde/Fat Pipe | – | SK Pārgauja        | 3:4   | 3:6 | 2:4  | 8:4  | 4:6 | 9:6 | 7:3 | 5:6 n. P. |
| Betsafe/Ulbroka    | – | Talsu NSS/Krauzers | 3:1   | 8:2 | 9:1  | 2:8  | 6:4 | 8:4 | –   | –         |
| Rubene             | – | Lekrings           | 3:1   | 7:2 | 10:5 | 3:7  | 8:4 | 2:6 | 4:3 | –         |
| Ķekava             | – | FBK Valmiera       | 0:4   | 8:9 | 4:5  | 7:11 | 5:7 | –   | –   | –         |

#### Halbfinal
|                 |   |              | Serie | 1         | 2   | 3   | 4         | 5    | 6         | 7 |
| --------------- | - | ------------ | ----- | --------- | --- | --- | --------- | ---- | --------- | - |
| SK Pārgauja     | – | FBK Valmiera | 2:4   | 1:9       | 3:2 | 2:8 | 6:5 n. V. | 5:9  | 4:5 n. V. | – |
| Betsafe/Ulbroka | – | Rubene       | 4:1   | 7:6 n. P. | 9:6 | 2:7 | 6:5 n. V. | 11:7 | –         | – |

#### Superfinal
Das Finalspiel der Elvi līga wurde als Superfinal ausgetragen.
| 14. April 2018 19:15 |  | Betsafe/Ulbroka Edžus Ceriņš (2), Kārlis Bulāns (2), Kaspars Šķēls Emīls Dāvis Birķis, Kārlis Jānis Petrovskis | 7:6 n. V. (4:2; 1:2; 1:2, 1:0) Spielbericht | FBK Valmiera Mārtiņš Broks (2), Lauris Alvis Stiprais, Ričards Eglītis, Arnijs Kuratņiks, Ivars Laktiņš | Arena Riga, Riga Zuschauer: 4328 |